# Áttörés (film)
Az Áttörés (eredeti cím: Breakthrough) 2019-ben bemutatott amerikai életrajzi-filmdráma, melyet Roxann Dawson rendezett (rendezői debütálás). A film forgatókönyvírója Grant Nieporte, aki Ginger Kolbaba, The Impossible című könyve alapján írta. A főszerepben Chrissy Metz, Josh Lucas, Topher Grace, Mike Colter, Marcel Ruiz, Sam Trammel és Dennis Haysbert látható. Vezető producerek Stephen Curry és Samuel Rodriguez.
Az Áttörést 2019. március 20-án mutatták be St. Louisban, és a 20th Century Fox adta ki az Amerikai Egyesült Államokban 2019. április 17-én. Ez a stúdió első nagyjátékfilmje, miután a Disney megszerezte a 21st Century Foxot.  A film általánosságban vegyes kritikákat kapott az értékelőktől, akik dicsérték a színészi teljesítményt és az inspiráló üzeneteket, de kiszámíthatónak nevezték a cselekményt. A film a 92. Oscar-díjátadóján jelölést kapott a legjobb eredeti betétdalért .
A filmet megtörtént események ihlették.

## Cselekmény
John Smith egy 14 éves guatemalai fiú, akit örökbefogadó szülei, Brian és Joyce Smith nevelnek a Missouri állambeli Lake St. Louis-ban. Bár ők szeretik és támogatják, John a szülői elhagyatottság érzésével küzd, lázad szülei és tanárai ellen.
Az iskolában John osztálya azt a feladatot kapja, hogy előadást tartson a családi hátteréről. Az előadás napján John bevallja, hogy nem csinálta meg a feladatot. Kosárlabdaedzője, aki kezdő pozíciót ígért neki, figyelmezteti Johnt, hogy ha elégtelen osztályzatot kap, kispadra ültetik. John később félszívvel tart egy félszeg prezentációt, mondván, már mindenki tudja, hogy örökbe fogadták, és nem sokat tud a valódi hátteréről.
Később John és barátai, Josh és Reiger egy szomszéd figyelmeztetését figyelmen kívül hagyva kimennek egy befagyott tóra. A lakó hívja a rendőrséget,  a három fiú alatt beszakad a jég, és beleesnek a jeges vízbe. Joshnak és Reigernek sikerül felúszni a felszínre, és az elsősegélynyújtók kimentik őket. Két mentő lemerül a víz alá, de nem találják Johnt. Amikor már éppen feladnák, az egyik mentő, Tommy Shine egy hangot hall, amely azt mondja neki, hogy menjen vissza. Mivel azt hiszi, hogy a főnöke az, újra megpróbálja, és sikerül Johnt a felszínre emelnie.
Johnt pulzus és légzési jelek nélkül a helyi kórházba viszik, ahol egy mentőcsapat kétségbeesetten dolgozik az életének megmentésén. Miután John továbbra sem ad érzékelhető pulzust, a kezelőorvos, Dr. Sutterer lehetőséget ad Joyce-nak, hogy elbúcsúzzon tőle. A síró Joyce a karjában tartja a fiát, és könyörög a Szentlélekhez, ne hagyja meghalni Johnt. Ekkor a műszerek gyenge pulzus jeleznek. Dr. Sutterer azt javasolja, hogy Johnt szállítsák át egy jobban felszerelt kórházba, Dr. Garrettre hivatkozva, aki szakértője a Johnéhoz hasonló eseteknek.
Miután Johnt átszállítják és orvosi kómába helyezik, Garrett figyelmezteti a szüleit, hogy kevés remény van John felépülésére, és ha túl is éli, valószínűleg tartós vegetatív állapotban lenne.
Jason Noble, a család új liberális lelkésze, akivel Joyce gyakran összetűzésbe került, meglátogatja a kórházat, és Joyce lassan megkedveli őt. Joyce-hoz hasonlóan ő is isteni beavatkozásnak tekinti John állapotának javulását. John az öntudat néhány jelét mutatja: képes meghallani Joyce-t és Noble-t, és kézszorítással válaszol, és egy könnycsepp csordul ki a szeméből, amikor a tömeg összegyűlik, hogy énekeljen és imádkozzon a gyógyulásáért.
Joyce megszállottja lesz John lehetséges gyógyulásának, zaklatja az egészségügyi szakembereket és elidegeníti a körülötte élőket, beleértve a férjét is. Egy heves pillanatban Joyce azt mondja Briannek, hogy ha ő nem lenne, John már halott lenne. Egy rövid és bántó cáfolat után Brian elviharzik. Rájön, hogy nem tudja irányítani John gyógyulásának kimenetelét, Joyce visszavonul a kórház tetejére, hogy imádkozzon, bocsánatot kérve Istentől, és alávetve magát az Ő akaratának. 
Havazni kezd, amit ő válaszként értelmez. Ő és Brian találkoznak Garrett-tel, aki elmondja nekik, hogy az általuk beadott gyógyszerek mérgezővé válnak John szervezetében, és talán többet ártanak, mint használnak. Joyce, aki eddig mindenáron meg akarta menteni John életét, azt javasolja, hogy hagyják abba a kezelést és ébresszék fel a kómából, kijelentve, hogy készen áll arra, amit a sors hoz. Garrett beleegyezik.
Johnt újraélesztik, és lassan magához térve újra átéli a balesetét. Hallja az anyja hangját, és kinyitja a szemét, teljes kognitív képességgel. Néhány nappal később kiengedik a kórházból, és visszatér az iskolába.
John visszatérését sokan üdvözlik, mások azonban neheztelnek rá, és megkérdőjelezik, hogy Johnt miért kímélték meg, miközben a saját szeretteik meghaltak. Ez nyomasztja Johnt, és visszatér a tóhoz, ahol találkozik Tommy Shine-nal, és megköszöni neki, hogy megmentette az életét. Tommy bevallja, hogy csak a John balesete óta történt események után kezdett hinni Istenben, és ő csak annyit tett, hogy kihúzta Johnt a vízből.
John kibékül a túléléssel, és új életcélt érez az életében, újjáépíti kapcsolatait azokkal, akiktől korábban elidegenedett.
Az epilógusból kiderül, hogy John a középiskola elvégzése után lelkészi pályára készül.

## Szereplők
| Szerep                  | Színész         | Magyar hang    | Leírás |
| ----------------------- | --------------- | -------------- | --- |
| Joyce Smith             | Chrissy Metz    | Mezei Kitty    | Rendkívül hívő keresztény nő, Brian felesége és John örökbefogadó anyja.                                       |
| Brian Smith             | Josh Lucas      | Fekete Ernő    | Joyce férje és John örökbefogadó apja.                                                                         |
| Jason Noble tiszteletes | Topher Grace    | Dolmány Attila | Paula férje, fiuk és lányuk apja, valamint a helyi lelkész, aki megpróbál kapcsolatot teremteni a fiatalokkal. |
| Tommy Shine             | Mike Colter     | Galambos Péter | Az első megmentő férfi, aki meghallotta Istent, hogy segítsen Johnon.                                          |
| John Smith              | Marcel Ruiz     |                | Joyce és Brian guatemalai 14 éves örökbefogadott fia, aki csodálatos gyógyuláson megy keresztül.               |
| Dr. Kent Sutterer       | Sam Trammell    | Rajkai Zoltán  | Abby apja |
| Dr. Garrett             | Dennis Haysbert | Bognár Tamás   | Az egyik legjobb orvos.                                                                                        |
| Abby Sutterer           | Maddy Martin    |                | Dr. Sutterer lánya és John szerelme.                                                                           |
| Josh                    | Isaac Kragten   |                | John egyik barátja.                                                                                            |
| Reiger                  | Nikolas Dukic   |                | John egyik barátja.                                                                                            |
| Jonah                   | Travis Bryant   |                | John egyik barátja.                                                                                            |
| Chayla                  | Taylor Mosby    |                | John egyik barátja.                                                                                            |
| Emma                    | Ali Skovbye     |                | John egyik barátja.                                                                                            |
| tűzoltóparancsnok       | Chuck Shamata   |                | |
| Mrs. Abbott             | Nancy Sorel     |                | A keresztény középiskola történelem tanára, ahová John és barátai járnak.                                      |
| Paula Noble             | Lisa Durupt     |                | Jason tiszteletes felesége, a fiuk és lányuk édesanyja.                                                        |
| Cindy Rieger            | Rebecca Staab   |                | |

## Marketing
A film hivatalos előzetesét 2018. december 5-én adták ki, és két napon belül több mint 30 millió megtekintést szerzett, ezzel a legnézettebb vallási film  előzetese lett.

## Fordítás
- Ez a szócikk részben vagy egészben  a   Breakthrough (2019 film) című angol Wikipédia-szócikk fordításán alapul.  Az eredeti cikk szerkesztőit annak laptörténete sorolja fel. Ez a jelzés csupán a megfogalmazás eredetét és a szerzői jogokat jelzi, nem szolgál a cikkben szereplő információk forrásmegjelöléseként.